# Henry Watkins Allen
Henry Watkins Allen (Farmville, 29 de abril de 1820-Ciudad de México, 22 de abril de 1866) fue un político, militar y esclavista estadounidense. Se desempeñó como miembro del Ejército de los Estados Confederados y del Ejército de Texas como soldado, sirviendo también como líder militar, político, escritor, propietario de esclavos y dueño de una plantación de caña de azúcar.
Había llegado al rango de general de brigada en el Ejército de los Estados Confederados durante la guerra civil estadounidense. Fue elegido como el 17.º gobernador de Luisiana al final de la guerra; siendo el último gobernador electo bajo la ley constitucional para el cargo hasta el final de la reconstrucción. Emigró a México, donde vivió hasta su muerte un año después. Su cuerpo fue devuelto a Estados Unidos y enterrado en Nueva Orleans.

## Primeros años
Nació el 29 de abril de 1820 en Farmville, Virginia; en el seno de una familia presbiteriana. Después de asistir a las escuelas locales, fue educado en Marion College, Misuri. Se mudó a Misisipi, donde enseñó en la escuela y ejerció la abogacía. Sirvió en la guerra de Independencia de Texas contra México como soldado raso y luego como capitán. Fue elegido como miembro de la Cámara de Representantes de Misisipi en 1846, después de lo cual estudió derecho en la Universidad de Harvard.
En 1842 se casó con Salome Ann Crane. Su esposa murió en 1851 a la edad de 25 años, y está enterrada en Bruinsburg, Misisipi.

## Carrera

### Como plantador
En febrero de 1852, Henry Watkins Allen y William Nolan compraron Westover Plantation en el sur de Luisiana. Tres años después, en 1855, la tierra fue dividida y partida; con Nolan manteniendo el nombre Westover Plantation en su porción de tierra y Allen usando el nombre Allendale Plantation para su porción de la propiedad. Su plantación dependía del trabajo de los esclavos, de los cuales tenía muchos.
Fue elegido miembro de la Legislatura de Luisiana en 1853. En 1859 viajó a Europa con la intención de participar en la lucha italiana por la independencia, pero llegó demasiado tarde. Hizo una gira por Europa, cuyos incidentes relató en sus memorias, Travels of a Sugar Planter.
Fue reelegido a la legislatura durante su ausencia. Después de su regreso, tomó una parte destacada en los asuntos de ese organismo. Allen había sido un Know Nothing en política, pero se unió al Partido Demócrata cuando Buchanan fue nominado para presidente en 1856.

### Como militar confederado
Se alistó como soldado raso en el 4.º Regimiento de Infantería de Luisiana, pero rápidamente fue ascendido a teniente coronel el 15 de agosto de 1861. Allen se convirtió en coronel del regimiento el 1 de marzo de 1862. Fue gravemente herido durante las batallas de Shiloh y Baton Rouge.
Conoció a Sarah Morgan el 2 de noviembre de 1862, cuando todavía no podía caminar debido a las heridas que recibió en ambas piernas en la batalla de Baton Rouge. Ella lo describió como un "pequeño hombrecito" con una "dough face" en su diario, que se publicó póstumamente a fines del siglo XX.
A principios de 1863, mientras se recuperaba, Allen se desempeñó como juez militar del ejército de Misisipi de Pemberton, al mismo tiempo que también se desempeñaba como general de división de la Milicia de Luisiana. En junio de 1863, sufrió más lesiones mientras escapaba del incendio de un hotel en Jackson, Misisipi.
Fue ascendido a general de brigada el 19 de agosto de 1863. Aceptó postularse y fue elegido gobernador de las partes de Luisiana que aún estaban bajo control confederado, y asumió el cargo en enero de 1864; su mandato terminó con el colapso de la Confederación en la primavera de 1865.

### Después de la Guerra Civil
Partes de su plantación Allendale en Port Allen, Luisiana, se habían incendiado, incluido el ingenio azucarero de Allendale durante la guerra civil estadounidense.
Cuando las fuerzas del ejército de la Unión comenzaron a apoderarse de la Luisiana confederada, las autoridades militares declararon al gobernador Allen fuera de la ley, punible con la muerte en caso de captura. El historiador John D. Winters, conocido por romantizar la confederación y denigrar a los afroestadounidenses, escribió sobre la salida de Allen de Luisiana para refugiarse en México:

"Antes de irse, envió una larga carta a la gente de Luisiana rogándoles que mantuvieran la paz y 'se sometieran a lo inevitable' y 'comenzaran una nueva vida' sin lloriquear ni desesperarse. El gobernador lisiado subió a su ambulancia mientras un grupo de amigos, con lágrimas en los ojos, se despidieron de él."

Con el fin de la Confederación, James Madison Wells, que había sido gobernador de Luisiana controlada por la Unión, se convirtió en gobernador de todo el estado. Allen se mudó a la Ciudad de México y editó el Mexico Times, un periódico en inglés. En noviembre de 1865, se llevó a cabo una elección especial bajo el gobierno de la Reconstrucción, con Allen (ya en México) derrotado por Wells, con 5.497 votos frente a los 22.312 de Wells.

## Fallecimiento y legado
Allen falleció en la Ciudad de México el 22 de abril de 1866 de un trastorno estomacal. Fue enterrado inicialmente en el Cementerio Nacional de la Ciudad de México, sin embargo, su cuerpo fue devuelto a Nueva Orleans 10 años después, para ser enterrado en el Cementerio Lafayette. En 1885, 19 años después de su muerte, los restos de Allen fueron enterrados nuevamente en los terrenos frente al antiguo Capitolio del Estado de Luisiana en Baton Rouge, en una tumba marcada por un obelisco de color rosa.
Distintos sitios y lugares en Luisiana llevan el nombre de Allen, y en 2020 se abrió un debate sobre el impacto del legado de Allen, ya que había sido un funcionario confederado, propietario de esclavos y oponente de los derechos políticos de los negros.
La parroquia de Allen en el oeste de Luisiana lleva su nombre, al igual que Port Allen, una pequeña ciudad en la orilla oeste del río Misisipi frente a Baton Rouge. El vecindario en el que vivió mientras estaba en Shreveport más tarde se llamó Allendale.
La escuela primaria Henry W. Allen, una escuela pública en Nueva Orleans, lleva su nombre. En 2021, se está debatiendo el nombre de la escuela primaria para un cambio de nombre basado en el controvertido legado de Allen.
Una estatua de Allen (1962) de la escultora Angela Gregory se encuentra en Port Allen. En julio de 2020, se presentó una propuesta para retirar la estatua al Consejo Parroquial de West Baton Rouge. El consejo votó 6-3 para no quitar la estatua. Una maqueta de la estatua de Allen de Gregory se puede encontrar en el Museo West Baton Rouge. Un busto de Allen, junto con Lee, Jackson y Beauregard, se encuentra en el monumento confederado frente al juzgado de la parroquia de Caddo en Shreveport.

## Otras lecturas
- Dorsey, Sarah A. (1866). Recollections of Henry Watkins Allen, Brigadier-General Confederate States Army Ex-Governor of Louisiana. New York: M. Doolady.
- Roland, Charles P. (1957). Louisiana Sugar Plantations During the Civil War. Baton Rouge: Louisiana State University Press.
- Winters, John D. (1963). The Civil War in Louisiana. Baton Rouge: Louisiana State University Press.